# Luz García-Duarte
Luz García-Duarte (Granada, 27 de febrero de 1878 - Burgos, 7 de octubre de 1935) fue una pintora granadina. 

## Biografía
María de la Luz García-Duarte González nació en Granada el 27 de febrero de 1878. Era la hija menor del matrimonio formado por Josefa González Pérez y Eduardo García Duarte, catedrático de Medicina y rector de la Universidad de Granada entre 1872 y 1875. Su educación fue la habitual de las jóvenes de familia burguesa en la época, enfocada a las labores domésticas y a su papel como elemento cohesionador del hogar. En junio de 1905 se casó en Granada con Francisco Ayala Arroyo, un abogado malagueño de familia de propietarios. Fruto del matrimonio nacieron 10 hijos, de los cuales siete llegarían a la edad adulta. Su primogénito, el escritor Francisco Ayala, explica en sus memorias que Luz se vio forzada a dejar la pintura a causa de sus obligaciones como madre y esposa.
A principios de los años veinte la familia se mudó a Madrid, ciudad en la que residieron hasta 1931, cuando se trasladaron al monasterio de Las Huelgas, en Burgos, donde su marido había sido contratado como administrador. Allí falleció Luz García-Duarte el 7 de octubre de 1935, a la edad de 57 años, debido a una septicemia.

## Formación y trayectoria
No hay constancia de que Luz García-Duarte estuviera matriculada en ninguna de las escuelas de pintura que había en Granada a finales del siglo XIX, pero sí se sabe que recibió clases particulares de los pintores José Larrocha González y Tomás Muñoz Lucena. La primera referencia a su obra es una mención honorífica a un paisaje al carbón presentado en la exposición de bellas artes del Corpus de 1897. Dos años más tarde volvió a participar en la exposición del Corpus con dos óleos, “Recuerdos del Albaicín” y “Un rincón de mi casa”, obra esta que también recibió mención honorífica. Por último, presentó otros dos cuadros en la exposición del Corpus de 1900: “Eligiendo flores” y “Retrato”.

## Obra
Según la historiadora del arte M.ª Dolores Santos, la obra de Luz García-Duarte era muy representativa del tipo de pintura habitual en las artistas de la época:

La temática de su obra respondió a su mundo cotidiano, paisaje local, costumbrismo y retrato, denominador común de las mujeres pintoras. La razón de ello estaba en las restricciones en la educación artística de las mujeres a las que estaba vedado el estudio del cuerpo humano por razones morales.

 Para Francisco Ayala, los cuadros de su madre destacaban por sus “colores claros y la luminosidad del impresionismo”.

### "Nuestro jardín"

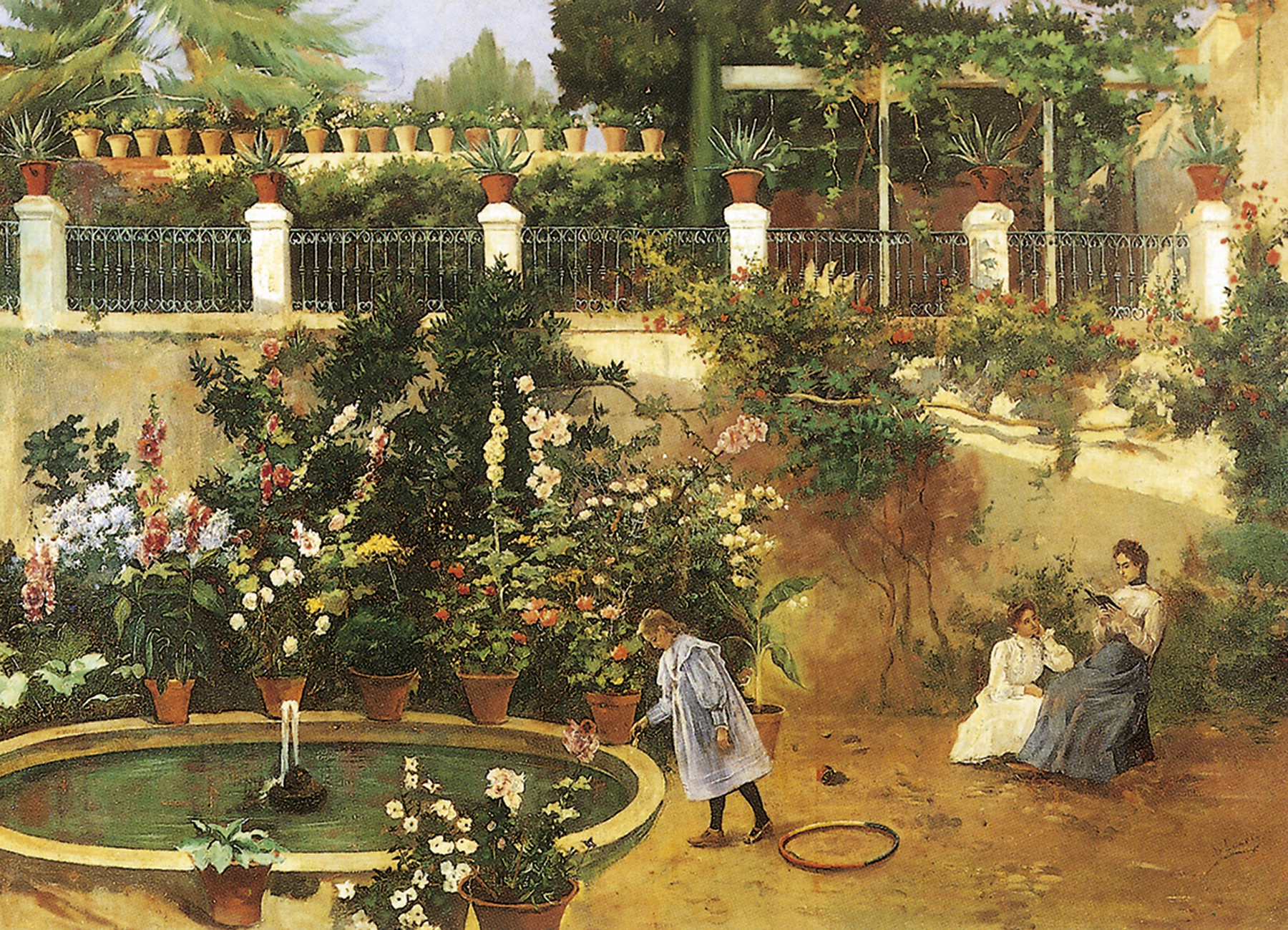
"Nuestro jardín", 1899.

La obra más conocida de Luz García-Duarte es “Nuestro jardín”, cuadro que inspiró uno de los textos más conocidos de El jardín de las delicias, libro de Francisco Ayala. Así describe el autor la escena: 

En el centro, bajo la balaustrada de macetas floridas, la fuente redonda, casi a nivel del suelo, con su surtidor; y junto a ella, tendido en el suelo también, el aro de juguete, azul y rojo, que una niña ha dejado caer. Dos círculos, el aro y la fuente, uno más pequeño y el otro bien grande, tendidos ambos sobre la arena. Los veo como círculos, pero al mismo tiempo me doy cuenta de que en realidad su forma es oblonga; la mano que los trazó en el lienzo supo –cuestión de perspectiva– invitar así a la ilusión del círculo.

El cuadro, que pertenece a la Fundación Francisco Ayala, debe de ser el que figuró en la exposición del Corpus de 1899 bajo el título “Un rincón de mi casa”. En la primavera de 2021 formó parte de la exposición “La Granada de Francisco Ayala”, celebrada en el Palacio de Niñas Nobles de la ciudad andaluza.

## Sala Luz García-Duarte
El 4 de octubre de 2022 se inauguró en el palacete Alcázar Genil (Granada) una sala dedicada a la figura de Luz García-Duarte. En este espacio se exponen los cuadros de la pintora donados por la familia Ayala a la Fundación Francisco Ayala.